# دوندار-آزاپلی
دوندار-آزاپلی (به لاتین: Dondar-Azaply) یک منطقه مسکونی در جمهوری آذربایجان است که در شهرستان تووز واقع شده است.